# Black City Concerts
Albums de Indochine
Black City Tour
(1er décembre 2014)
Black City Concerts est un album live du groupe de rock français Indochine enregistré lors de ses concerts au Stade de France les 27 juin 2014 et 28 juin 2014. 
C'est la première fois que le groupe sort deux live de la même tournée (après le Black City Tour enregistré en Belgique). Indochine avait déjà fait cela (en 2009 avec Le Meteor sur Bruxelles puis Putain de stade), mais le premier live était seulement une promo. Le Live à Hanoï sorti en 2007 entre Alice et June et Alice et June Tour est à part dans la tournée d'Alice et June, puisqu'il s'agit du concert des 25 ans du groupe. 
Black City Concerts sort le 4 décembre 2015 en double DVD, Blu-ray, 4 vinyles, Double CD, ainsi qu'une édition box collector comprenant 2 CD 2 DVD et 1 Blu-ray.

## Titres
1. Trashmen : Intro
2. Electrastar
3. Traffic Girl
4. Belfast
5. Alice et June (27 juin)
6. Mao Boy (28 juin)
7. Kissing My Song
8. Atomic Sky
9. Memoria
10. Stef II
11. Miss Paramount
12. Mao Boy (Piano-Voix - 27 juin)
13. Le grand Secret (Piano-Voix)
14. Un jour dans notre vie (Piano-Voix - 28 juin)
15. J'ai demandé à la lune
16. Tes Yeux Noirs
17. College Boy
18. Black City Parade
19. Le fond de l'air est rouge
20. Medley Black City Club (Canary Bay, Des fleurs pour Salinger, Paradize, Satellite, Play Boy, 3e sexe, Black City Parade)
21. Wuppertal (avec Alice Renavand)
22. Marilyn
23. 3 nuits par semaine
24. Dunkerque (Acoustic) (27 juin)
25. À L'assaut (Acoustic) (27 juin)
26. L'Aventurier